# توازن نقطي

نظريتا تطور السلالات التدرجي (Gradualisme phylétique) والتوازن النقطي (L'équilibre ponctué)

نظرية التوازن النقطي للعالمين الأمريكيين: ستيفن جاي غولد ونيلز إلدردج هي تطوير لنظرية التطور وتفترض بأن التطور يشمل فترات طويلة من التوازن، أو شبه التوازن، منقطة (أي تتخللها) بفترات قصيرة من التغييرات الهامة كظهور أنواع جديدة أو انقراض أخرى.

## مضمون النظرية
ممهدة من قبل بيار تريمو في كتابه: «أصل وتحولات الإنسان والكائنات الأخرى» الصادر سنة 1865 م، عرض ستيفن جاي غولد ونيلز إلدردج نظرية التوازن النقطي سنة 1972 م في مقال بعنوان: «التوازن النقطي: بديل لتطور السلالات التدرجي»، قوبلت هذه النظرية في بادئ الأمر بانتقادات شديدة ولكن سرعان ما كسبت تأييد أغلب علماء الأحفوريات والأحياء القديمة.
عرض غولد وإلدردج نظريتهم كبديل لتطور السلالات التدرجي وهي واحدة من أقوى مسلمات نظرية التطور (معروفة باسم النظرية التركيبية للتطور وهي من محصلات الداروينية الجديدة). وفقا لنظرية العالمين الأمريكيين فإن التطور المورفولوجي للأنواع يحدث بتغييرات بطيئة جدا ومستمرة في نفس المجموعة الأحيائية (population) وعلى مر الزمن من خلال الطفرات والانتقاء الطبيعي. لكن البعض يرى أن داروين نفسه مهد لهذه النظرية، وممن قالوا بذلك الفيلسوف ومؤرخ العلوم باتريك تور في كتابه «داروين والداروينية» مستدلا بهذا المقطع من كتاب «أصل الأنواع»:
| توازن نقطي | وأنا لاأستطيع أن أجيب على هذه التساؤلات إلا بناء على افتراض أن السجل الجیولوجي غیر مکتمل بشکل کبیر جدا عما یعتقد فیه معظم علماء الجیولوجیا. وأن العدد الخاص بالعينات الموجودة في جميع متاحفنا لايمثل شيئا على الإطلاق ، بالمقارنة مع العينات التي لا تحصى التي كانت موجودة بالتأكيد وأن الشكل الأبوي الخاص بأى اثنين أو أكثر من الأنواع لن يكون متوسطا بشكل مباشر في جميع صفاته فيما بين ذريته المعدلة ، أكثر من أن حمام الصخور قد يكون متوسطا بشكل مباشر في الحوصلة والذيل فيما بين الذرارى الخاصة به ، ألا وهي الحمام العابس والمروحيّ الذيل . وأنه لن يكون في استطاعتنا أن نتعرف على نوع حي على أساس أنه النوع الأبوي أو أنه نوع معدل ، إذا ما تمكنا من فحص كليهما بشكل حميم جدًا، أو إذا كان في حوزتنا معظم الحلقات الوسطى ، ونتيجة لعدم اكتمال السجل الجيولوجي ، فإنه لا يوجد لدينا حق مشروع في أن نتوقع أن نجد مثل هذه الحلقات العديدة. وأنه إذا ما تم اكتشاف اثنتين أو ثلاث أو حتى أكثر من ذلك من الأشكال الرابطة ، فإنه سوف يتم تصنيفها ببساطة ، عن طريق العديد من الخبراء في علم التاريخ الطبيعي على أساس أنها عدد كبير من الأنواع الحية الجديدة ، وبالأخص إذا تم العثور عليها في مراحل جيولوجية فرعية مختلفة ، وذلك مهما تكن الاختلافات الموجودة بينها في غاية البساطة. وأنه من الممكن تسمية عدد كبير من الأشكال الحية الموجودة حاليا المشكوك فيها التي من المحتمل أن تكون ضروبا ، ولكن من الذي يستطيع أن يدّعي أنه في العصور المستقبلية سوف يتم اكتشاف مثل هذا العدد الكبير من الحلقات الرابطة بين المستحاثات ، إلى درجة أن علماء التاريخ الطبيعي سوف يكون في استطاعتهم تحديد إذا ما كانت هذه الأشكال الحية المشكوك فيها يجب أن يطلق عليها ضروبا ، أم لا؟ وأنه قد تم إلى الآن استكشاف جزء صغير فقط من العالم من الوجهة الجيولوجية ، وأنه من الممكن الحفاظ على الكائنات العضوية التابعة لبعض الطوائف المعينة فقط في صورة مستحاثات ، أو على الأقل بأي أعداد كبيرة. وأن الكثير من الأنواع بمجرد أن يتم تكوينها فإنها لا تمر إطلاقا بأي تغيير آخر ولكنها تصبح منقرضة بدون أن تترك ورائها أي ذراري معدلة ، والفترات الزمنية التي قد حدث في غضونها تعديل للأنواع ، بالرغم من أنها طويلة إذا ما تم قياسها بالسنين ، فإنه من المحتمل أنها كانت قصيرة بالمقارنة مع الفترات التي قد تم في غضونها الاحتفاظ بنفس الشكل. | توازن نقطي |

ومن الجدير الإشارة إلى أن المقطع الأخير المبين بالخط الغليظ أضافه داروين في الطبعة الرابعة المنشورة سنة 1866 م، وربما استوحى داروين هذه الإضافة من كتاب بيار تيرو: «أصل وتحولات الإنسان والكائنات الأخرى» الصادر سنة 1865 م لأنه امتلك نسختين من هذا الكتاب في مكتبته الشخصية. فمن الممكن الجزم إذا بأن «بيار» هو أول ممهد لنظرية التوازن النقطي.

## أدلة السجل الأحفوري
يشمل السجل الأحفوري أمثلة موثقة جيدًا لكل من التدرج السلالي والتطور المتقطع. على هذا النحو استمر الكثير من الجدل حول سيطرة الركود على السجل الأحفوري. اعتبر معظم أنصار التطور -قبل التوازن النقطي- الركود نادرًا أو غير مهم. على سبيل المثال، اعتقد عالم الأحافير جورج جايلورد سيمبسون أن تطور التدرج السلالي يمثل 90٪ من التطور. جرت عدة دراسات حديثة حول الأمر بما في ذلك تحليل تلوي شمل 58 دراسة منشورة حول أنماط التكاثر في السجل الأحفوري، وقد أظهرت هذه الدراسات 71٪ من الأنواع أبدت نوعًا من الركود أو الاستقرار، بينما ارتبط 63٪ بأنماط متقطعة من علامات التغير التطوري. وفقا لمايكل بنتون: «يبدو واضحًا بعد ذلك أنّ الركود شائع، وهذا لم يتم التنبؤ به من خلال الدراسات الوراثية الحديثة.»  ومن الأمثلة البارزة على الركود التطوري هو السرخس الكلايتوني؛ لم يتغير هذا النبات -بناءً على أدلة من الحفريات القديمة- لمدة لا تقل عن 180 مليون سنة حتى على مستوى نوى وكروموسومات المستحاثات.

## المفاهيم الخاطئة الشائعة
نشأ الكثير من الالتباس حول الآليات التي دافع عنها مؤيدو التوازن النقطي، وحول مدى سرعة التقطع، وأي مقياس تصنيفي مستخدم، ومدى ثورية ادعاءاتهم، وكيفية ارتباط التوازن النقطي بأفكار أخرى مثل: التطور القافز، التطور الكمي، والانقراض الجماعي.

### التطور القافز
تسببت الطبيعة المتقطعة للتوازن النقطي في حدوث قدر كبير من الالتباس حول نظرية إلدريدج وغولد. استنتج العلماء من معاملة غولد لريتشارد جولدشميدت، أنّ التوازن النقطي لغولد يحدث على شكل قفزات في جيل واحد. كثيرًا ما استخدمت هذه النقطة من قبل الخلقيين لوصف ضعف سجل الأحافير القديمة، ولتصوير البيولوجيا التطورية المعاصرة على أنها تطور قافز حديث. غالبًا ما يتم الاستشهاد بهذه المقولة لغولد كرد على الأفكار المغلوطة حول التوازن النقطي: «نحن اقترحنا التوازن النقطي لشرح الميول التطورية، ومن المثير للغضب أن يُقتَبَس مرارًا وتكرارًا من قِبل الخلقيين -سواء أكان ذلك عن سابق تصميم أو عن غباء، لا أعرف- باعتباره إقرارًا يعترف بعدم تضمُّن السجل الأحفوري أشكالًا انتقالية. عادةً ما تكون الأشكال الانتقالية قليلة على مستوى الأنواع، لكنها وفيرة بين المجموعات الأكبر.» يوجد بعض الجدل حول مدة التقطع، ولكن مؤيدي التوازن النقطي يضعون بشكل عام مدةً تتراوح بين 50000 و100000 عام.

### التطور الكمي
التطور الكمي هو فرضية مثيرة للجدل قدّمها عالم الأحافير بجامعة كولومبيا جورج جايلورد سيمبسون الذي اعتبره غولد أعظم علماء الأحافير والأكثر فطنةً من الناحية البيولوجية في القرن العشرين. كان تخمين سيمبسون هو أنّ التطور يمضي -وفقًا للسجل الجيولوجي- بسرعة كبيرة في حالات نادرة لتشكيل عائلات ورتب وطوائف جديدة. تختلف هذه الفرضية عن التوازن النقطي في عدة جوانب. أولًا، التوازن النقطي أكثر تواضعًا من حيث النطاق المشمول؛ فهو يتناول التطور على مستوى الأنواع بشكل خاص، بينما كانت فكرة سيمبسون مهتمة بشكل أساسي بالتطور في المجموعات التصنيفية العليا. ثانيًا، اعتمد إلدريدج وجولد على آلية مختلفة. حيث اعتمد سيمبسون على التفاعل التآزري بين الانحراف الوراثي والتحول في مخططات الصلاحية، بينما اعتمد إلدريدج وغولد على الانتواع الاعتيادي وبشكل خاص مفهوم إرنست ماير عن الانتواع متباين الموطن. أخيرًا -وربما الأهم- لم يتخذ التطور الكمي أي موقف بشأن مسألة الركود التطوري. على الرغم من إقرار سيمبسون بوجود ركود أسماه الوضع البطيء، فقد اعتبره (إلى جانب التطور السريع) غير مهم في نطاق التطور الأوسع. على الرغم من هذه الاختلافات بين النموذجين، إلا أنّ الانتقادات السابقة -من المعلقين البارزين مثل سيوال رايت وسيمبسون نفسه- قد جادلت بأن التوازن النقطي هو أكثر من مجرد إعادة تسمية للتطور الكمي.

## المعاني المتعددة للتدرج
غالبًا ما يُستَخدَم التوازن النقطي لمعارضة مفهوم التدرجية، بينما هو في الواقع شكلًا من أشكالها. فعلى الرغم من ظهور التغيير التطوري بشكل فوري بين الطبقات الجيولوجية الرسوبية، إلا أنّ التغيير لا يزال يبدو متدرجًا دون وجود تغيير كبير من جيل إلى آخر. علّق غولد لاحقًا على ذلك قائلًا: «لقد فقد معظم زملائنا في علم الأحياء القديمة هذه النظرة لأنهم لم يدرسوا النظرية التطورية ولم يعرفوا الانتواع متباين الموطن، أو لم يفكروا في ترجمتها إلى الزمن الجيولوجي. فشل زملاؤنا التطوريون أيضًا في فهم النتائج، لأنهم لم يفكروا في المقاييس الجيولوجية في المقام الأول».
خصَّصَ ريتشارد دوكينز فصلًا كاملًا في كتابه صانع الساعات الأعمى لتصحيح الالتباس الكبير حول معدلات التغيير. تتمثل نقطته الأولى في القول بأنّ التدرج السلالي-بمعنى أنّ التطور يسير بمعدل واحد موحد للسرعة، ما هو إلا «رسم كاريكاتوري للداروينية» و «غير موجود حقًا». نقطته الثانية، هو أننا بمجرد رفض كاريكاتير السرعة الثابتة، يتبقى أمامنا بديل منطقي واحد هو السرعة المتغيرة. يمكن تمييز السرعة المتغيرة بإحدى الطريقتين وهي السرعة المتغيرة المتفرقة والسرعة المتغيرة باستمرار. وُصِفَ إلدريدج وغولد الذين اقترحا فكرة أنّ التطور يقفز بين فترات من الركود والسرعة النسبية، بأنهما من دعاة السرعة المتغيرة المتفرقة، وأنّهما في هذا الشأن راديكاليان بحق. فهما يُشَدِّدان على أنّ التطور يحدث عمومًا على هيئة نبضات، أو لا يحدث على الإطلاق. من ناحية أخرى، يتقدم دعاة السرعة المتغيرة باستمرار بفكرة تبدّل معدلات التطور باستمرار من سريع جدًا إلى بطيء جدًا ومتوقفة، ولا يرون أي سبب محدد للتأكيد على سرعات معينة أكثر من غيرها، وعلى وجه التحديد، يعتبر الركود بالنسبة لهم مجرد حالة شديدة من التطور البطيء جدًا. بينما ينظر دعاة التوازن النقطي إلى الركود أو الاستقرار التطوري نظرةً خاصة بذلك ألزم دوكينز نفسه بادّعاء تجريبي حول السجل الجيولوجي على النقيض من ادعائه السابق بأن «الأدلة القديمة قابلة للنقاش، وأنا غير مؤهل للحكم عليها». هذا الالتزام بالتحديد هو ما سعى إلدريدج وغولد إلى قلبه.

## الانتقاد
ينظر ريتشارد دوكينز إلى الفجوات الواضحة في السجل الأحفوري لتوثيق أحداث الهجرة بدلًا من الأحداث التطورية. وفقًا لدوكينز، حدث التطور بالتأكيد ولكن «ربما تدريجيًا» في مكان آخر. ومع ذلك، لا يزال من الممكن استنباط نموذج التوازن النقطي من ملاحظة الركود في السجل الأحفوري، ومن الأمثلة التي تشير إلى أحداث انتواع سريعة ونوبية موثقة في السجل الأحفوري.
شدَّدَ دوكينز أيضًا على أن التوازن النقطي قد أخذ من الاهتمام أكثر مما يستحق. مؤكدّا على أنه فكرة مثيرة للاهتمام، ولكنها ثانوية وصغيرة مقارنةً بباقي مسائل النظرية الداروينية الجديدة.
انتقد الفيلسوف دانييل دينيت في كتابه «فكرة داروين الخطرة» تقديم غولد للتوازن النقطي بشكل خاص. قائلًا بأنّ غولد كان يتراوح بتقديمه ادعاءاتٍ ثوريةً ومحافظة؛ ففي كل مرة يطرح فيها جولد تصريحًا ثوريًا -أو يبدو أنه يفعل ذلك- يتعرض للانتقاد، وبالتالي تراجع إلى موقف دارويني تقليدي جديد. رد غولد على ادعاءات دينيت في مجلة نيويورك ريفيو أوف بوكس، وفي كتابه بنية النظرية التطورية.
يقول أستاذ اللغة الإنجليزية هايدي سكوت بأنّ موهبة جولد في الكتابة، واستخدامه للاستعارة، ونجاحه في بناء جمهور شعبي من القراء غير المتخصصين قد غيرت «مناخ الخطاب العلمي المتخصص» بشكل إيجابي في ترويجه للتوازن النقطي. تعج كتابات غولد بالألوان والحيوية، وهو مشهور بمعرفته متعددة التخصصات، ولكن سوء فهم العامة للنظرية التطورية الناجم عن هذه المهارات الخطابية هو ما كان يقلق نقادًا مثل سكوت ودوكينز ودينيت. يعتقد الفيلسوف جون لين وعالم الأحياء هنري هاو أن نجاح التوازن النقطي له علاقة بطبيعة السجل الجيولوجي أكثر من بلاغة غولد، وذكروا أن إعادة تحليل البيانات الأحفورية الحالية أظهرت أنّ إلدريدج وغولد كانا على حق في تحديد فترات الركود التطوري التي تقطعها فترات أقصر بكثير من التغيير التطوري.

## نظرية داروين
لوحظ الظهور المفاجئ لمعظم الأنواع في السجل الجيولوجي منذ فترة طويلة مع عدم وجود أدلة على حدوث تغير تدريجي كبير في معظم الأنواع -من مظهرها الأولي حتى انقراضها- من قبل الكثيرين بما فيهم تشارلز داروين الذي استشهد بالنقص في السجل باعتباره التفسير المحبذ. كان داروين بحاجة إلى التأكيد بقوة على الطبيعة التدريجية للتطور وفقًا للتدرج الذي يروج له صديقه تشارلز ليل، وذلك عند تقديم أفكاره ضد التأثير السائد لنظرية الكارثة والخلقية التقدمية التي تدّعي نشوء الأنواع بشكل خارق على فترات متقطعة. عبَّر داروين عن قلقه في هامش مقالة له نُشِرَت عام 1844، قائلًا بأنّ نظريته خاطئة إن كانت الأنواع تنشأ حقًا بعد الكوارث العالمية.
غالبًا ما يُفتَرَض خطأً أنّه أصرّ على أن يكون معدل التغيير ثابتًا تمامًا أو تقريبًا، ولكن حتى الإصدار الأول من أصل الأنواع ينص على أن الأنواع من مختلف الأجناس والطوائف لم تتغير بنفس المعدل، أو بنفس الدرجة. وفي الطبعة الرابعة من أصل الأنواع (1866)، كتب داروين: «إنّ الفترات -المقاسة بالسنوات- التي خضعت فيها الأنواع للتغير طويلة، إلا أنها ربما كانت قصيرة مقارنةً بالفترات التي احتفظت خلالها بنفس الشكل.»  وبالتالي فإن التقطع يتفق بشكل عام مع مفهوم داروين للتطور.
اعتُبِرَ الانعزال المحيطي وفقًا للنماذج المبكرة من التوازن النقطي ذا أهمية حاسمة للانتواع. ومع ذلك، كتب داروين: «لا يمكنني أن أتفق بأي حال من الأحوال... أنّ الهجرة والعزلة عنصران ضروريان... على الرغم من أهمية الانعزال الكبيرة في إنتاج أنواع جديدة، إلا أنني على العموم أميل إلى الاعتقاد بأن ضخامة المساحة لا تزال أكثر أهمية، خاصة بالنسبة لإنتاج الأنواع التي يجب أن تثبت قدرتها على التحمل لفترة طويلة، وعلى الانتشار الواسع.» 
لعبت أهمية العزلة في تكوين الأنواع دورًا مهمًا في تفكير داروين المبكر، كما هو واضح في مقالته لعام 1844، ولكن بحلول الوقت الذي كتب فيه الأصل، قلل من أهميتها.
وبالتالي فإن التوازن النقطي لا يتوافق مع بعض أفكار داروين فيما يتعلق بالآليات الخاصة بالتطور، لكنه يتفق عمومًا مع نظرية داروين للتطور عن طريق الاصطفاء الطبيعي.